# 10303 Фрере
10303 Фрере (10303 Fréret) — астероїд головного поясу, відкритий 2 вересня 1989 року.
Тіссеранів параметр щодо Юпітера — 3,498.